# سو باند
سو باند (انگلیسی: Sue Bond؛ زادهٔ ۹ مهٔ ۱۹۴۵) بازیگر اهل بریتانیا است.
از فیلم‌ها یا مجموعه‌های تلویزیونی که وی در آن‌ها نقش داشته‌است، می‌توان به حواست به حرفات باشه، ای مرد خوش‌شانس!، کارمزدی و بنی هیل شو اشاره نمود.